# Euxoa indentata
Euxoa indentata är en fjärilsart som beskrevs av Fernández 1918. Euxoa indentata ingår i släktet Euxoa och familjen nattflyn. Inga underarter finns listade i Catalogue of Life.